# Ariadne Oliver
Ariadne Oliver is een personage in de romans van Agatha Christie. Ze is een misdaadschrijfster en een goede vriendin van Hercule Poirot.

## Biografie
Ariadne Oliver helpt vaak Poirot vaak in zijn onderzoeken door haar kennis van het criminele brein. Ze beweert vaak te zijn begiftigd met bijzondere "vrouwelijke intuïtie", maar meestal leidt het haar op een dwaalspoor. Ze is verzot op appels, wat een plotpoint wordt in de roman Hallowe'en Party.
In de boeken zijn Olivers meest beroemde boeken degene met als hoofdfiguur de vegetarische Finse detective Sven Hjerson. Ze weet echter niets van Finland en hierdoor klaagt Oliver vaak over zijn bestaan. In veel van haar verschijningen, Oliver - en haar gevoelens tegenover Hjerson - weerspiegelt Agatha Christie's eigen frustraties als auteur, in het bijzonder met de Belgische Hercule Poirot (een voorbeeld van self-insertion). De zelf-karikatuur is ook gebruikt om Christie's eigen dwaasheden te bespreken in haar eerdere romans. Bijvoorbeeld in Mrs McGinty's Dead, Ariadne Oliver praat over dat ze een blaaspijp heeft gemaakt van een voet lang in een van haar romans, terwijl de werkelijke lengte vier en een halve voet is - Christie maakte dezelfde fout in Death in the Clouds.
In The Pale Horse maakt Ariadne kennis met de Eerwaarde en Mevr. Dane Calthrop, vrienden van Miss Marple (The Moving Finger); waaruit blijkt dat Miss Marple en Hercule Poirot bestaan in dezelfde wereld. In Cards on the Table is er een verwijzing naar mevr. Oliver's boek The Body in the Library; deze titel werd zes jaar later door Christie gebruikt voor een roman met Miss Marple. Boeken door Ariadne Oliver en een aantal andere fictieve misdaadschrijvers worden besproken door personages in The Clocks (1963). Net als Christie is ze lid van de Detection Club. Christie dacht zelfs om een moord te laten plaatsvinden in de Club met Oliver als een van de verdachten/detectives, maar het draaide op niets uit. Een familiecrisis voor Oliver's petekind Celia bepaalt de plot in Elephants Can Remember.
In een kort stuk in John Bull Magazine in 1956 werd Christie geciteerd die zei: "I never take my stories from real life, but the character of Ariadne Oliver does have a strong dash of myself." (Ik gebruik nooit verhalen uit het echte leven, maar het personage van Ariadne Oliver heeft veel weg van mezelf). De auteur van het artikel vervolgde: "It is perfectly true that sometimes she works at her stories in a large old-fashioned bath, eating apples and depositing the cores on the wide mahogany surround." (Het is helemaal waar dat ze soms werkt aan haar verhalen in een groot ouderwets bad, en terwijl appels eet waarvan ze de klokhuizen op de mahoniehouten rand legt).

## Literaire functie
Zelfs in de enige roman waar ze voorkomt zonder Poirot (The Pale Horse), functioneert Oliver niet als detective, waarin ze zelden deelneemt aan het onderzoek en slechts oppervlakkig bijdraagt aan de oplossing. In Cards on the Table interviewt ze een aantal verdachten, en in Elephants Can Remember interviewt ze opnieuw getuigen, maar geen essentiële. Ze wordt meestal gewoon gebruikt voor een vrolijke noot of om een deus ex machina te bieden met haar intuïtie of plotselinge inzichten, een functie die vooral zichtbaar is in Third Girl waarin ze Poirot letterlijk voorziet van elke belangrijke aanwijzing, of in The Pale Horse  waar ze per ongeluk de onderzoekers helpt om het type vergif vast te stellen waarmee de moorden zijn gepleegd en hierdoor het leven redt van een ander personage.
Verdere functies van mevr. Oliver zijn om Christie in staat te stellen om de technieken detectivefictie openlijk te bespreken, om de meer denkbeeldige apparaten gebruikt door misdaadschrijvers te contrasteren met het schijnbare realisme van haar eigen plots, en om te spotten met Christie's eigen ervaringen en instincten als schrijfster. Mevrouw Oliver biedt daarvoor een hele reeks literaire doeleinden voor Christie.

## Literaire verschijningen
Het eerste echte optreden van Ariadne Oliver was een korte verschijning in het korte verhaal The Case of the Discontented Soldier die voor het eerst was gepubliceerd, samen met vier andere verhalen in het augustus 1932 nummer van de Amerikaanse versie van het tijdschrift Cosmopolitan (uigavenummer 554) onder de subrubriek van Are You Happy? If Not Consult Mr. Parker Pyne. Het verhaal verscheen voor het eerst in het Verenigd Koninkrijk in nummer 614 van Woman's Pictorial op 15 oktober 1932, en was later gepubliceerd in boekvorm  als Parker Pyne Investigates (getiteld: Mr. Parker Pyne, Detective in de VS). In dit verhaal verscheen ze als deel van Pyne's onorthodoxe team van freelance assistenten. Ze verschijnt ook kort in The Case of the Rich Woman, ook gepubliceerd in hetzelfde boek.
Al haar verdere verschijningen (behalve The Pale Horse) zijn in Poirot romans:
- Cards on the Table (1936)
- Mrs McGinty's Dead (1952)
- Dead Man's Folly (1956)
- The Pale Horse (1961) — Oliver's enige verschijning in een roman van Christie zonder Poirot
- Third Girl (1966)
- Hallowe'en Party (1969)
- Elephants Can Remember (1972)

Een advertentie voor Ariadne Oliver's With Vinegar and Brown Paper (net als bij Christie gebruikmaken van kinderversjes) verschijnt in de frontispice van Mark Gatiss's boek The Devil in Amber samen met andere advertenties voor boeken.

## Vertolkingen in film, televisie en radio
De eerste verschijning van Ariadne Oliver op televisie was in een aflevering van The Agatha Christie Hour' (1982). In een versie van het Parker Pyne verhaal The Case of the Discontented Soldier werd ze gespeeld door Lally Bowers.
Een versie van Dead Man's Folly in 1986 met Jean Stapleton als Ariadne Oliver en Peter Ustinov als Poirot.
Zoë Wanamaker heeft Ariadne Oliver gespeeld in zes afleveringen van de serie Agatha Christie's Poirot, met in de hoofdrol David Suchet als Hercule Poirot.
In de BBC 4-stukken werd Ariadne Oliver gespeeld door Stephanie Cole (Cards on the Table, The Pale Horse en Hallowe'en Party), en door Julia McKenzie (Mrs McGinty's Dead, Dead Man's Folly en Elephants Can Remember).